# Mico marcai
Mico marcai é uma espécie de primata do Novo Mundo endêmico da Amazônia brasileira. É uma das espécies de primata menos conhecida, e até 2008 não havia sido observada em estado selvagem.
Foi descrito originalmente como uma subespécie de Mico argentatus (Callithrix argentata marcai). Ocorre entre os rios Aripuanã e Manicoré, limitado ao norte pelo rio Madeira, ocorrendo junto com Callibella humilis. A espécie Mico manicorensis tem sido aceita como sinônimo de M. marcai, dado que não existem diferenças morfológicas significativas entre as duas espécies e nem barreiras geográficas separando as suas ocorrências.